# Estação Louise Michel
Louise Michel é uma estação da linha 3 do Metrô de Paris, localizada no território da comuna de Levallois-Perret, nos Altos do Sena.

## Localização
Situada em Levallois-Perret, a estação fica a cerca de 100 metros do limite administrativo de Paris, sob a rua Anatole-France, na interseção com a rue Louise-Michel.

## História

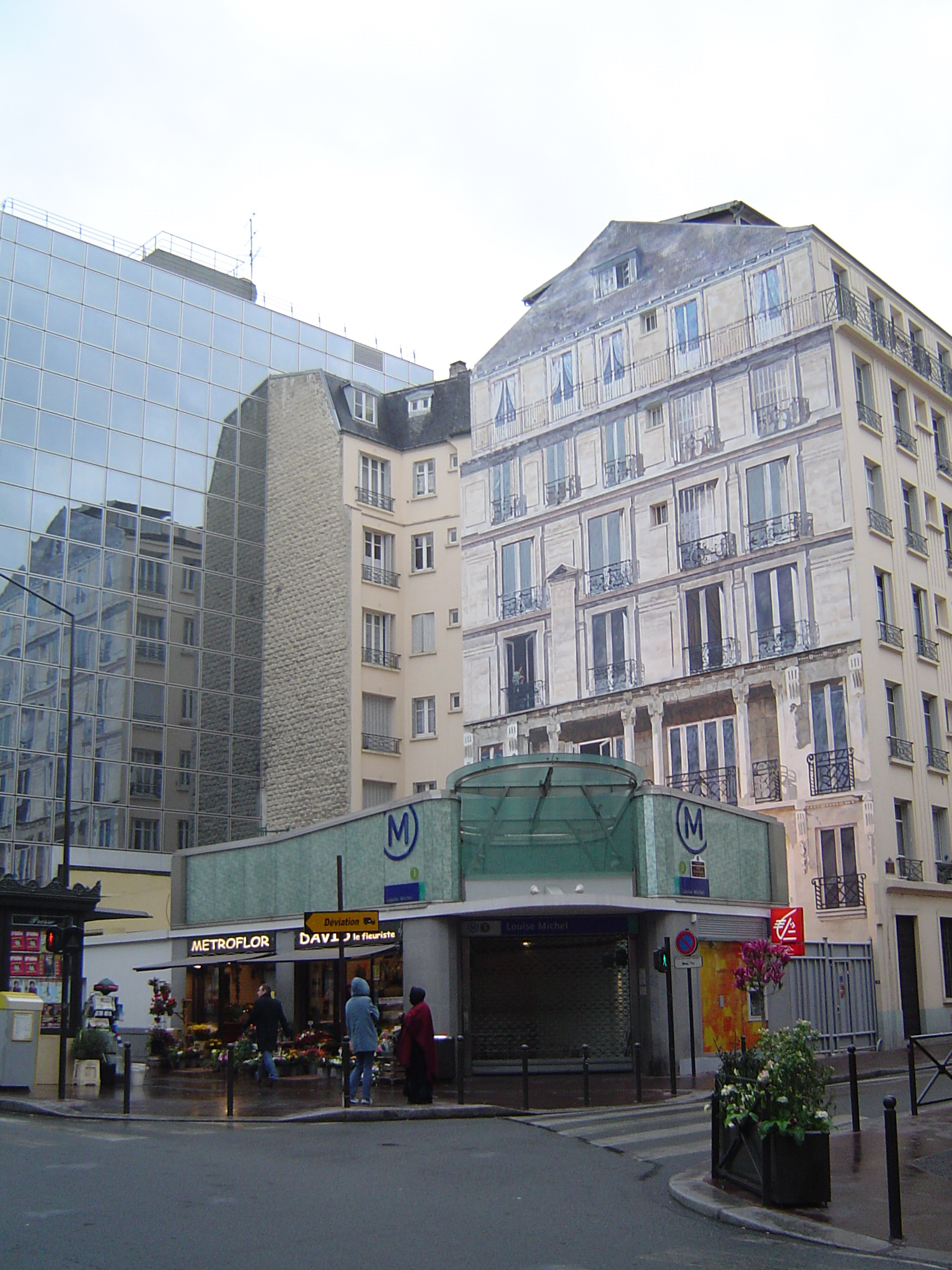
Entrada da estação.

A estação foi renomeada em 1946, era antigamente conhecida sob o nome de Vallier, o nome original da atual rue Louise Michel. Deve o seu nome à professora communarde Louise Michel, apelidada de a Virgem Vermelha, que escreveu romances sociais bem como suas memórias.
Ela foi renovada em 2005.
Em 2018, é uma das seis estações que levam o nome de uma mulher com Marguerite Boucicaut, Amélie Lagache, Marie Curie, Marguerite de Rochechouart e Maria Madalena.
Em 2011, 3 240 270 passageiros entraram nesta estação. Ela viu entrar 3 594 105 passageiros em 2013, o que a coloca na 146ª posição das estações de metrô por sua frequência.

## Serviços aos passageiros

### Acesso
A estação tem um acesso na forma de uma entrada em um edifício no. 30 da rue Louise-Michel. Uma escada rolante de saída leva ao lado, na rua Anatole-France.

### Plataformas
Louise Michel é uma estação de configuração padrão: ela tem duas plataformas separadas pelas vias do metrô e a abóbada é elíptica. A decoração é do estilo "Andreu-Motte" com duas rampas luminosas vermelhas, banquetas recobertas com telhas vermelhas planas e assentos "Motte" vermelhos. Estes arranjos são casados com as telhas de cerâmica brancas planas que recobrem os pés-direitos, a abóbada e os tímpanos. As saídas dos corredores são tratadas com telhas brancas biseladas clássicas. Os quadros publicitários são metálicos e o nome da estação é inscrito na fonte Parisine em placas esmaltadas. A estação se distingue no entanto pelas suas plataformas com uma largura inferior à configuração padrão devido à estreiteza da rua sob a qual está estabelecida, bem como pela parte baixa dos seus pés-direitos que, consequentemente, é vertical e não elíptica.

### Intermodalidade
A estação é servida à noite pelas linhas N16 e N52 da rede de ônibus Noctilien.